# Real Time (album de Van der Graaf Generator)
Pour les articles homonymes, voir Real Time.
Albums de Van der Graaf Generator
Present
(2005) Trisector
(2008)
Real Time est un album live du groupe de rock progressif britannique Van der Graaf Generator, sorti en 2007. Ce sera le dernier album avec le saxophoniste et flûtiste David Jackson, il quitta après la tournée de 2005. 

## Titres
Toutes les chansons sont de Peter Hammill, sauf indication contraire.

### Disque 1
1. The Undercover Man – 8:29
2. Scorched Earth (Hammill, Jackson) – 10:05
3. Refugees – 6:01
4. Every Bloody Emperor – 7:36
5. Lemmings – 13:20
6. (In the) Black Room – 11:16
7. Nutter Alert – 6:05
8. Darkness – 7:20

### Disque 2
1. Masks - 6:47
2. Childlike Faith in Childhood's End - 12:34
3. The Sleepwalkers - 10:44
4. Man-Erg - 11:36
5. Killer (Banton, Hammill, Smith) - 9:55
6. Wondering (Banton, Hammill) - 7:01

## Musiciens
- Peter Hammill : chant, guitare, piano
- Hugh Banton : orgue, pédales basse
- David Jackson : saxophone, flûte
- Guy Evans : batterie, percussions